# Faber-Castell

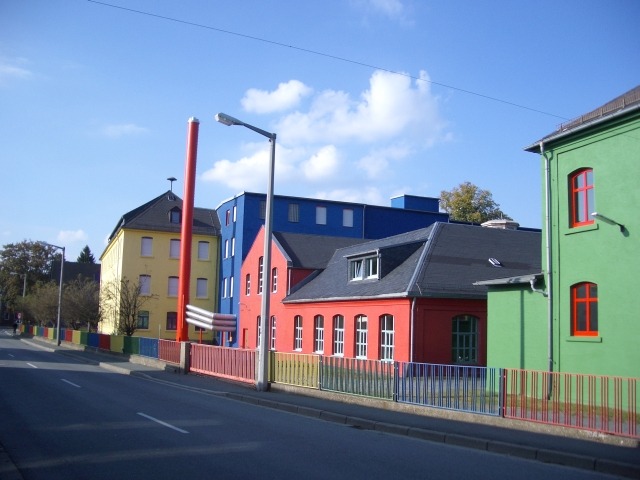
Faber-Castell à Geroldsgrün

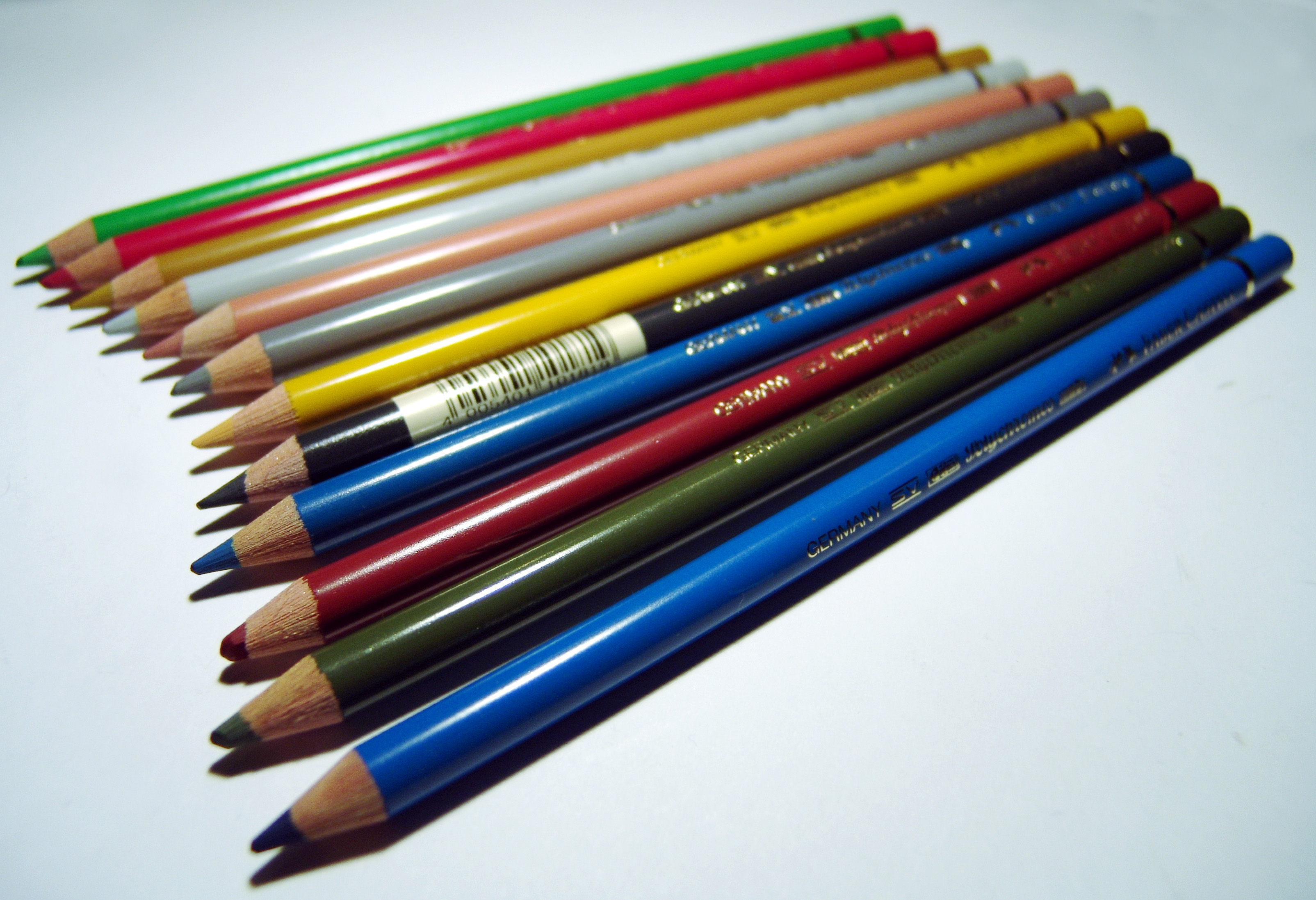
Des crayons Faber-Castell Polychromos

Faber-Castell est un fabricant allemand de crayons et de porte-mines créé en 1761 et situé à Stein, en Bavière.
Ils fabriquent également des gommes, des stylos, des fusains, des pastels et divers autres outils de dessin technique et artistique.

## Histoire
Des fabricants de crayons s'étaient installés à Stein-près-Nuremberg en 1719. Le menuisier Kaspar Faber s'y établit à son tour en 1758 et se lança dans la fabrication de crayons de lignite en 1761. Ses produits étaient vendus sur le marché de Nuremberg. En 1851, son successeur, Lothar von Faber, proposa une norme pour les mines de crayon, qui continue d'être en usage aujourd'hui auprès des fabricants du monde entier. En 1861, à l'occasion du jubilé des 100 ans de la firme, une filiale ouvrit à Geroldsgrün, qui ne fut d'abord qu'une usine de panneaux d'ardoise. Lothar von Faber déposa en 1874 une pétition au Deutscher Reichstag pour l'instauration de la propriété industrielle, initiative qui marque l’origine du Droit des marques en Allemagne (mai 1875).
En 1905, le comte Alexander Faber-Castell lança une collection de crayon de prestige, Castell. Le rachat en 1931-32 de l'usine Johann-Faber marqua l'avènement de la plus grande usine de crayons au monde, l'usine Lapis Johann Faber. La création en 1948 de la fondation TK-Stift pour la promotion du dessin industriel permit à la société de s'imposer internationalement.
De 1880 à 1975, Faber-Castell s'est imposée comme le plus gros fabricant du monde de règles à calcul ; la plus connue est le modèle no 2/83N.
Au cours des années 1960 et 1970, Faber-Castell suivit les tendances du marché en se lançant dans la production de surligneurs et de stylos-feutre. Au début des années 1990, accompagnant les mesures de protection de l'environnement, la technologie des laques à base aqueuse a été introduite dans la fabrication des crayons. L'éco-production à grande échelle de crayons et de mines fut lancée en 1992 par l'ex-ministre de l'Environnement, Klaus Töpfer.
Depuis 2000, l’entreprise s’est dotée d’une charte visant à instaurer dans toutes ses usines et filiales à travers le monde les recommandations de l’OIT.
En novembre 2006, le forum des économies du futur a décerné le « Prix du Travail » à Faber-Castell ; ce prix récompense les entreprises qui, par leur sens des responsabilités sociales et écologiques, se sont distinguées particulièrement.
En 2018, l'entreprise dispose d'unités de production dans neuf pays et emploie 8 000 personnes à travers le monde.
Parallèlement aux stylos à bille, crayons, gommes et feutres, Faber-Castell fabrique des craies, de la papeterie, mais aussi des produits destinés aux marques de cosmétiques.
La marque est distribuée dans 120 pays.